# Boone (Schiff)
Die Boone, auch USS Boone (Kennung: FFG-28), war eine Fregatte der Oliver-Hazard-Perry-Klasse der United States Navy, das von 1982 bis 2012 in Dienst stand. Das Schiff war nach dem Vizeadmiral Joel Thompson Boone benannt.

## Geschichte
Die Boone wurde am 23. Januar 1978 als Einheit der Oliver-Hazard-Perry-Klasse in Auftrag gegeben, die Kiellegung erfolgte am 27. März 1979 in der Werft der Todd Pacific Shipyards in Seattle. Das Schiff lief am 16. Januar 1980 vom Stapel und wurde am 15. Mai 1982 in Dienst gestellt.
Am 30. November 2006 erlitt die Boone während eines Einsatzes im westlichen Mittelmeer einen Ruderschaden und musste vom deutschen Betriebsstofftransporter Spessart in die Marinebasis Rota geschleppt werden. Das defekte Ruder war bis zum 27. Dezember ersetzt, am folgenden Tag konnte das Schiff seinen Einsatz fortsetzen.
Die Boone wurde 2005 und 2006 mit dem Battle Effectiveness Award für besondere Verdienste bei Einsätzen ausgezeichnet. Das in Florida stationierte Schiff gehörte der Destroyer Squadron 14 und anschließend der United States Fifth Fleet an, mit der es unter anderem gegen die Piraterie vor der Küste Somalias im Einsatz war.
Am 23. Februar 2012 wurde die Boone nach knapp 30 Dienstjahren ausgemustert und in die Reserveflotte überführt.
Am 7. September 2022 wurde das Schiff im Rahmen der Übung Atlantic Thunder 2022 durch Einheiten der United States Navy und der Royal Navyals Zielschiff in einer Sinking Exercise (Versenkungsübung) versenkt.